# Closterium lagoense
Closterium lagoense  là một loài Song tinh tảo trong họ Desmidiaceae, thuộc chi Closterium.